# Heliobacteria
Las heliobacterias (familia Heliobacteriaceae) son un pequeño grupo de bacterias que obtiene energía a partir de la luz solar. El pigmento primario implicado es bacterioclorofila g, que es privativa del grupo. Este pigmento absorbe distintas frecuencias que otros pigmentos fotosintéticos, dando a las heliobacterias su propio nicho ecológico. La fototrofía se realiza en la membrana celular, que no forma dobleces ni compartimientos como ocurre en muchos otros grupos. 
Los árboles de ARN sitúan a Heliobacteriaceae entre los Bacillota, por ende son bacterias Gram-positivas, pero se tiñen como Gram-negativas debido a un bajo contenido de peptidoglucano que tiene su pared celular. Además son capaces de formar endosporas. Son el único grupo relacionado con las bacterias Gram-positivas que realiza la fototrofía. 
Las heliobacterias son fotoheterótrofas, pues obtienen la energía de la luz o de productos químicos pero el carbono lo obtienen exclusivamente de fuentes orgánicas, y son exclusivamente anaerobias. Mientras que la mayoría de las bacterias fotosintéticas son predominante acuáticas, las heliobacterias se encuentran sobre todo en suelos, especialmente en los cultivos de arroz.
- Datos: Q137965
- Especies: Heliobacteriaceae